# カンポルジャーノ
カンポルジャーノ（伊: Camporgiano）は、イタリア共和国トスカーナ州ルッカ県にある、人口約2,000人の基礎自治体（コムーネ）。

## 地理

### 位置・広がり
ルッカ県北部に位置する。

#### 隣接コムーネ
隣接するコムーネは以下の通り。
- カレッジネ
- カステルヌオーヴォ・ディ・ガルファニャーナ
- ミヌッチャーノ
- ピアッツァ・アル・セルキオ
- ピエーヴェ・フォシャーナ
- サン・ロマーノ・イン・ガルファニャーナ
- ヴァーリ・ソット

### 気候分類・地震分類
カンポルジャーノにおけるイタリアの気候分類 (it) および度日は、zona E, 2633 GGである。
また、イタリアの地震リスク階級 (it) では、zona 2 (sismicità media) に分類される。

## 行政

### 分離集落
カンポルジャーノには以下の分離集落（フラツィオーネ）がある。
- Filicaia, Poggio, Roccalberti, Casatico, Vitoio, Puglianella, Casciana, Cascianella